# Nordrup
Nordrup – miasto w Danii, w regionie Zelandia, w gminie Ringsted.